# Euthymios Saifi
Euthymios Michael Saifi auch als Eftimios Sayfi oder Aftimios Sayfi bekannt (* 1643 in Damaskus; † 8. Oktober 1723 ebenda) war Bischof von Tyros und Sidon in der  Melkitischen Griechisch-Katholischen Kirche und wird als deren Vater verehrt. Er war ein Mitbegründer der Wiedervereinigung zwischen der Westkirche Roms und den Ostkirchen. Von ihm wurde die Ordensgemeinschaft der Basilianer vom Heiligsten Erlöser ins Leben gerufen.

## Leben
Sein Geburtsdatum wurde auf etwa 1643 festgelegt. Er wuchs in der Umgebung des Patriarchen von Antiochien, der seinen Sitz in Damaskus hatte, auf. Im Jahr 1666 wurde er zum Diakon geweiht und zum Lehrer an die Schule des Patriarchen berufen. 1682 wurde er vom Patriarchen Kyrillos III. (1694–1720) zum Bischof von Tyrus und Sidon geweiht. In dieser Funktion bemühte er sich um die Annäherung zur römisch-katholischen Kirche. Im Dezember 1683 erklärte er öffentlich seine Konversion zur römisch-katholischen Kirche und förderte hierdurch die Vereinigungsbestrebungen der Päpste. Damit wurde er der erste Bischof der Melkitischen Griechisch-Katholischen Kirche, welches dazu führte, dass man ihn als „Vater“ dieser Kirche bezeichnete. 1697 gründete Bischof Euthymios die Ordensgemeinschaft der Basilianer vom Heiligsten Erlöser und ließ das melkitische Kloster des Heiligsten Erlöser (Deir-el-Moukhales) in der Nähe von Sidon errichten. Er unterstützte die pastoralen und missionarischen Aufgaben der Mönche und sorgte für deren qualifizierte Ausbildung.
1694 beantragten vier melkitische Bischöfe bei Papst Innozenz XII. für Euthymios das Patriarchat für die melkitische Kirche und baten darum, ihm das Pallium zu verleihen. Dieser Wunsch wurde abgelehnt, aber am 6. Dezember 1701 wurde er von Clemens XI. zum Apostolischen Administrator aller Katholiken der Melkitischen Kirche ernannt. In dieser Funktion trieb er die Vermischung des lateinischen mit dem  byzantinischen Ritus voran, dieses wurde später durch Papst Benedikt XIV. mit der Enzyklika „Demandatam“ untersagt. Innerhalb der Ostkirchen betrieb er die so genannte Latinisation, die von der Congregatio de Propaganda Fide und von den Päpsten untersagt worden war, da sie zu einem erneuten Schisma innerhalb der melkitischen Kirche führte. Diese Unruhen führten schließlich zur Entmachtung, Saifi wurde 1722 abgesetzt, der Bischofssitz von Tyrus und Sidon wurde an die griechisch-katholischen Bischöfe übergeben. Noch während seines Exils in Adan wurde er von seinen Getreuen unterstützt, er kehrte noch einmal nach Damaskus zurück, wo er am 8. Oktober 1723 im Alter von achtzig Jahren starb.
Ein Jahr später wurde sein Neffe Seraphin Tanas als Kyrillos VI. Tanas zum Patriarchen von Antiochien gewählt.